# Conus nux
Conus nux („Nuss-Kegel“) ist der Artname einer Schnecke aus der Familie der Kegelschnecken (Gattung Conus), die im östlichen Pazifischen Ozean an der Küste Amerikas von Mexiko bis Peru verbreitet ist. Sie ernährt sich von Vielborstern (Polychaeta).

## Merkmale
Conus nux trägt ein kleines, kurz kegelförmiges, gekröntes Schneckenhaus, das bei ausgewachsenen Schnecken 1 bis 3 cm Länge erreicht. Der Körperumgang ist kurz kegelförmig, an der Basis eng und an der Schulter breit, was ihm einen keulenartigen Umriss verleiht. Das Gewinde ist niedrig bis flach. Der Protoconch besteht aus zweieinhalb glatten Umgängen, denen 6 bis 7 Umgänge des Gewindes im Teleoconch folgen. Diese weisen Streifen auf und sind schwach mit Tuberkeln (Höckern) besetzt. Der Körperumgang ist glatt, in der Hälfte zur Basis hin mit einigen in größeren Abständen verlaufenden spiraligen Rillen versehen, zwischen denen undeutlich körnige Flächen sind.
Die Grundfarbe des Gehäuses ist gräulich-weiß mit wechselnder brauner Marmorierung und oft mit undeutlich weißen Banden auf dem Körperumgang nahe der Schulter und in der Hälfte zur Basis hin. Die Basis ist dunkelviolett eingefärbt.

## Verbreitung und Lebensraum
Conus nux ist im östlichen Pazifischen Ozean an der Küste Mittelamerikas und Südamerikas vom Golf von Kalifornien (Mexiko) bis ins nördliche Peru und nach Ecuador zu den Galapagosinseln sowie an den Revillagigedo-Inseln, der Kokos-Insel (Costa Rica) und der Clipperton-Insel verbreitet. Conus nux gilt als häufigste Kegelschneckenart der amerikanischen Pazifikküste, doch ist sie an den Galapagosinseln deutlich seltener. Sie lebt in geringen Meerestiefen sowohl auf sandigen Untergründen als auch auf Fels.
Der Entwicklungszyklus von Conus nux ist unbekannt.

## Ernährung und Parasiten
Die Beute von Conus nux besteht aus Vielborstern, die er mit seinen Radulazähnen sticht und mithilfe von Gift aus der Giftdrüse immobilisiert. Bei Untersuchungen an den Galapagosinseln fraß Conus nux vor allem den Nereiden Neris jacksoni und einen Vertreter der Gattung Neanthes, aber auch Borstenwürmer der Familien Syllidae, Polynoidae und Lumbrineridae.
Aus Nicaragua gibt es einen Bericht, wie ein Conus nux von einer Schmarotzerschnecke aus der Gattung Odostomia (Familie Pyramidellidae) parasitiert wird und auf das Zustechen und Blutsaugen der Schnecke nicht reagiert. Die Blutmahlzeit der parasitischen Schnecke dauerte nur wenige Minuten.